# Паоло Венециано
Паоло Венециано (итал. Paolo Veneziano, работал между 1333 и 1358 годами) — средневековый живописец итало-критской школы, один из первых заметных венецианских художников, которого рассматривают в качестве одного из основателей венецианской школы живописи.

## Жизнь и творчество
Родился в семье художников. Работал вместе со своими сыновьями Марко, Лукой и Джованни. Был официальным художником дожа Андреа Дандоло. Возможно, был учителем Лоренцо Венециано. Первая известная работа подписана Паоло Венециано под 1333 годом, последняя — вместе с сыном Джованни под 1358 годом.
Творчество Паоло Венециано несёт как явные черты, унаследованные от византийской живописи, в том числе золотой фон, так и цветовое разнообразие, характерное для современных (например, Джотто) и более поздних живописных итальянских школ.
Паоло Венециано приписывают картину «Коронование мадонны» (1324), находящуюся в Национальной галерее в Вашингтоне. Авторство оспаривается частью исследователей и не может считаться доказанным.
Первое произведение, достоверно принадлежащее художнику, — полиптих «Успение Богородицы» (1333, музей Виченцы), выполненный в стиле, очень похожим на византийский.
После 1340 года стиль художника принимает черты готики. Именно в это время он с сыновьями Лукой и Джованни принял участие в создании по заказу дожа Андреа Дандоло «Будничного алтаря» (1345), которым закрывали драгоценный Пала д'Оро в соборе святого Марка, открываемый только в дни церковных праздников.
Около 1350 года создан полиптих для венецианской церкви Святой Клары (ныне в Галерее Академии).
После 1347 года Паоло Венециано содержит собственную художественную мастерскую. Главными продуктами творчества мастерской были мозаики (в том числе в баптистерии собора святого Марка), алтари и полиптихи. Последнее подписанное произведение художника — алтарь «Коронация» (1358, Собрание Фрика, Нью-Йорк).